# Jour du Songun
Le Jour du Songun est une fête nord-coréenne ayant lieu le 25 août de chaque année. Ce jour célèbre le début de la politique de Songun (« l'armée d'abord »), mise en place par Kim Jong-il. En 2013, Kim Jong-un a distingué ce jour en le plaçant à un statut officiel sur le calendrier nord-coréen, à égalité avec le Jour du Soleil (jour de l'anniversaire de la naissance de Kim Il-sung). Le jour du Songun est donc devenu un jour associé à Kim Jong-un, bien que celui-ci n'ait pas sa date d'anniversaire sur le calendrier officiel.
Selon l’analyste Adam Cathcart, le but de la fête est « de renforcer la légitimité de Kim Jong-un à régner, de confirmer le principe de succession de jeunes dirigeants et de souligner les capacités militaires surnaturelles des fils de la famille Kim ». 
Sur le calendrier des fêtes nord-coréennes, le jour du Songun se situe après la journée nationale de la libération de Corée et avant le Jour de la fondation de la République (le 9 septembre).
Le jour du Songun est l'un des trois jours célébrant Kim Jong-il sur le calendrier nord-coréen, les deux autres étant le Jour de l'étoile brillante (son anniversaire de naissance) et le jour du Généralissime (commémorant son accession au rang de Taewonsu — ou Grand maréchal).

## Contexte
Le Songun (« l'armée d'abord ») est une idéologie politique propre à la Corée du Nord, selon laquelle tous les problèmes de la société peuvent être corrigés en donnant la priorité aux affaires militaires. Ses origines remontent aux activités de Kim Il-sung pendant la lutte anti-japonaise des années 1930, mais il est surtout associé à Kim Jong-il. Dernièrement, le Songun a été associé à Kim Jong-un dans son effort pour équilibrer les intérêts du Parti du travail de Corée au pouvoir et de l'Armée populaire de Corée.
Selon Fyodor Tertitskiy, le terme a largement perdu son sens originel et signifie maintenant tout simplement « bon ». Par conséquent, le jour du Songun ne concerne pas tant l’armée que la personne de Kim Jong-il.
Jusqu'en 2005, l'histoire de la politique de Songun débute le 1er janvier 1995, avec la visite de Kim Jong-il à un poste de garde. Mais après 2005, la date est reculée à l'année 1960 pour suggérer une tradition bien plus ancienne.
Le jour du Songun commémore l'inspection supposée de Kim Jong-il du 25 août 1960 de la 105e division de chars de Ryu Kyong Su Guards avec son père Kim Il-sung. La visite est considérée comme le commencement du Songun. Même si Kim Jong-il n'avait que 18 ans à l'époque et n'avait pas encore commencé ses études à l'université Kim Il-sung, selon Tertitskiy, « la date semble correcte, car il semble que cela corresponde avec la date où Kim Jong-il a fait ses premiers pas dans l'échelle politique ».

## Histoire
La commémoration n'était pas une célébration majeure sous la direction de Kim Jong-il, mais il y avait eu des célébrations annuelles avant même que la fête soit officiellement instituée. Le projet de fête officielle n'est apparu qu'en 2012, et l'agence de presse centrale coréenne (KCNA) a annoncé qu'il y avait déjà eu une « journée de Songun ». Kim Jong-un a prononcé un discours lors des festivités de 2012 intitulé « Seules la victoire et la gloire seront réservées à ceux qui avancent sous le drapeau déployé portant les images immortelles des grands Kim Il-sung et Kim Jong-il »,.
L'année suivante, le 25 août 2013, Kim Jong-un a officiellement annoncé la fête dans un long discours intitulé « Laissez-nous glorifier à jamais la grande idée du camarade Kim Jong Il et ses réalisations de la première révolution militaire » publié dans Rodong Sinmun et Joson Inmingun,. Kim Jong-un y a déclaré:
« 
Le jour du Songun, où le général Kim Jong-il a pris la tête de la révolution du Songun, est, avec le jour de la création de l’armée populaire de Corée, un jour historique où une étape importante a été franchie pour construire nos forces armées révolutionnaires et l'histoire de notre pays.
Comme il y a eu ce jour significatif, un tournant historique a pu être réalisé en développant nos forces armées révolutionnaires et en mettant en œuvre la cause de la révolution du juche, ainsi que l'histoire et les traditions de notre révolution sacrée de Songun, qui avait été mis au point et développé par la force des armes, atteignant la victoire, qui a pu être porté sans cesse[évasif].
 »
Le lendemain, le 26 août, l'Assemblée populaire suprême a adopté un décret sur l'instauration de la fête de Songun en tant que fête nationale annuelle.

## Célébration

Drapeau du Commandant suprême de l'armée populaire coréenne hissé par les formes militaires le jour du Songun

Le jour du Songun est commémoré en hissant le drapeau du Commandant suprême de l'armée populaire de Corée, acte réalisé par les troupes de l'armée populaire de Corée, et en hissant le drapeau national, acte réalisé par les civils. Les cérémonies comprennent des galas pour les militaires, des soirées dansantes dans tout le pays, des concerts en plein air, des poses de bouquets et des visites de sites historiques,,.